# Mário Brochado Coelho
Mário Idalino da Costa Brochado Coelho ComL (Vila Nova de Gaia, Vilar do Paraíso, 2 de Julho de 1939 - Porto, 23 de Novembro de 2023) é um advogado, político e escritor português.

## Biografia
Brochado Coelho estudou na Faculdade de Direito da Universidade de Coimbra entre 1956 e 1962. Foi expulso da Universidade de Coimbra, por motivos políticos, pelo prazo de 30 meses, tendo concluído a licenciatura em Direito na Faculdade de Direito da Universidade de Lisboa. É irmão de Fernando Brochado Coelho, falecido em 1998, também advogado, membro fundador do Partido Social Democrata e líder histórico da Distrital do Porto desse partido.
Foi advogado de presos políticos nos Tribunais Plenários do Porto e Lisboa e membro da Comissão Nacional de Socorro aos Presos Políticos. Foi também advogado do Sindicato dos Bancários do Norte, com intervenção na criação da Intersindical.
Nos finais dos anos 60, teve uma intervenção importante na vida associativa do Porto, nomeadamente no Cineclube do Porto e na Cooperativa Livreira de Estudantes do Porto (Cooperativa Unicepe). Foi lider e, ainda enquanto estagiário de advocacia, um dos fundadores da Cooperativa Cultural Confronto, fundada no Porto à imagem e semelhança da PRAGMA, junto ao Dr. Francisco Sá Carneiro mais tarde primeiro-Ministro de Portugal, ao engenheiro Benjamim Santos, ao industrial António Leite de Castro, à assistente social Regina Brito; ao médico Dr. António Fontes; e aos estudantes José Carlos Marques, e Carlos Pereira Lima.
Entre 1974 e 1976 esteve envolvido no S.A.A.L. Norte Serviço de Apoio Ambulatório Local.
Entre 1977 e 1978 foi membro coordenador do Tribunal Cívico Humberto Delgado.
Foi advogado da acusação particular entre 1997 e 1999, no caso do assassinato do Padre Max (Padre Maximino de Sousa) e da estudante Maria de Lurdes Correia pelo movimento terrorista de direita MDLP (Movimento Democrático de Libertação de Portugal). 
Consultor jurídico, desde 1974, de inúmeras associações de moradores do Grande Porto. Consultor jurídico dos Serviços Municipalizados de Águas e Saneamento, de 1982 a 2002. Provedor do cliente dos Serviços Municipalizados de Águas e Saneamento do Porto, entre 2002 a 2006.
Foi candidato autárquico no Porto, em 1976  pelo Grupos Dinamizadores de Unidade Popular (GDUP´s), um partido de curta duração, de extrema esquerda  que agregou UDP, MES, FSP e PRP, PCP(R), LCI e FSP, no seguimento do apoio à candidatura presidencial de Otelo Saraiva de Carvalho, em 1976.
Foi eleito duas vezes como deputado municipal no Porto, em 1977 e 1981 pela UDP, partido do qual fez parte do Conselho Nacional e da Comissão Permanente.
Em 2009 foi candidato a Provedor de Justiça, apoiado pelo Bloco de Esquerda.

## Condecorações
- Agraciado como Comendador da Ordem da Liberdade a 21 de Abril de 2005 pelo Presidente da República Portuguesa Jorge Sampaio[12]
- Recebeu a Medalha Municipal de Mérito - Grau Ouro da Câmara Municipal do Porto a 9 de Julho de 2015.[13]

## Principais publicações
(Para além de colaborações na imprensa e em revistas)
- “Em defesa de Joaquim Pinto de Andrade”, Afrontamento, Porto, 1971
- “Uma farsa eleitoral – o caso do Sindicato Metalúrgico de Aveiro”, Afrontamento, Porto, 1973
- “Lágrimas de guerra”, Afrontamento, Porto, 1987 (diário)
- “Cinco passos ao sol”, Afrontamento, Porto, 1991 (poesia)
- “A liberdade sindical e o quadro estatutário das associações sindicais”, CEJ/IGT, Coimbra Editora, 2004.
- "Confronto - Memória de uma Cooperativa Cultural. Porto 1966, 1972", Porto: Edições Afrontamento, 2010.